# Frank Moss (1895)
Frank Moss (Aston, 17 aprile 1895 – Worcester, 15 settembre 1965) è stato un calciatore inglese, di ruolo centrocampista.

## Carriera
È stato il capitano dell'Aston Villa dal 1921 al 1927.

## Palmarès

### Club

#### Competizioni nazionali
- Coppa d'Inghilterra: 1

Aston Villa: 1919-1920
- Community Shield: 1

Professionisti: 1924